# Eisenacher Deputierten-Convent
Der Eisenacher Deputierten-Convent (EDC) war ein Korporationsverband von Burschenschaften. Er bestand von 1874 bis 1881 und gilt als Vorläufer der heutigen Deutschen Burschenschaft, die nach der Auflösung des EDC 1881 als Allgemeiner Deputierten-Convent (ADC) gegründet wurde. Der ADC übernahm bei seiner Gründung die Geschäftsordnung des EDC.

## Geschichte

### Vorgeschichte
Die Richtungsstreitigkeiten innerhalb des burschenschaftlichen Verbandes Eisenacher Konvention und deren Abgrenzung gegen junge Korporationen, die als nicht ebenbürtig angesehen wurden, verhinderten, dass sich weitere Burschenschaften anschlossen. Daher erging 1873 von Rugia Greifswald ein weiterer Einigungsaufruf. Als besonders nachteilig empfand sie die mangelnde Geschlossenheit gegenüber den seit 1855 im Kösener SC-Verband geeinigten Corps. Im Gegensatz zu vorhergegangenen Verbänden sollte auf die Festlegung burschenschaftlicher Grundsätze verzichtet werden. Rugia forderte einerseits, den Wettbewerb mit den Corps durch die Vereinigung aller Burschenschaften zu intensivieren, behielt sich aber andererseits für den Fall des Scheiterns ihrer Bemühungen vor, zum prestigeträchtigen Gegner überzulaufen. Die Resonanz auf das Rundschreiben war jedoch verhalten, sodass Rugia von weiteren Schritten vorerst Abstand nahm.

### Gründung
Das Grün-Weiß-Rote Kartell griff die Pläne der Rugia Greifswald allerdings auf und lud auf Initiative der Burschenschaft Germania Jena für den 10. November 1874 zu einer Versammlung nach Eisenach ein. Allerdings kamen nur 20 der 30 eingeladenen Burschenschaften der Einladung nach. Überwiegend handelte es sich um jüngere Burschenschaften der weißen Richtung. Arminia Leipzig und die Konventionsburschenschaften hielten sich fern, „weil wir uns zu gut dünkten, mit allen, was sich Burschenschaft nannte, uns gemein zu machen.“
Im Ergebnis unterzeichneten am 17. November Vertreter der 20 Burschenschaften die Satzungen des EDC, die die deutliche Handschrift der weißen Burschenschaften trugen. Der Verband verlangte die unbedingte Satisfaktion und die Pflichtmensur und lehnte die Aufnahme von Burschenschaften an technischen Hochschulen ab. PP-Suiten mussten unbedingt angenommen werden. Die Burschenschaften der einzelnen Universitäten sollten sich zu lokalen Deputierten-Conventen zusammenschließen. Auf fremden Hochschulen studierende auswärtige Inaktive wurden verpflichtet, sich der dortigen EDC-Burschenschaft als Verkehrsgast anzuschließen und gemeinsam mit ihr an öffentlichen Aufzügen aufzutreten.

### Bestand
In organisatorischer Hinsicht konnte der EDC gegenüber den Vorläuferverbänden erhebliche Fortschritte verzeichnen. Um die ständig eskalierenden Mensurstreitigkeiten zu schlichten, richtete er Schiedsgerichte ein. In den eigenen Reihen sorgte der EDC für die rigorose Durchsetzung eines möglichst strengen Mensurstandpunktes, um im Korporationsspektrum Prestige zu gewinnen. So wurde Brunsviga Göttingen im Februar 1877 wegen mangelnder Mensurtüchtigkeit ausgeschlossen. Die mit Brunsviga im Kartell stehende Arminia Marburg verließ darauf ebenfalls den Verband. Der EDC entfaltete eine erhebliche Anziehungskraft auf junge, waffenfreudige Burschenschaften, was dazu führte, dass er ab 1878 eine zweisemestrige Renoncenzeit einführte, in der sich neuaufgenommene Burschenschaften bewähren mussten, bevor sie Stimmrecht erhielten. Zwischen 1878 und 1881 gewann er sieben, teilweise durch EDC-Burschenschafter neugegründete Mitglieder, hinzu kamen aus den Reihen der bestehenden Burschenschaften Arminia Berlin (1876), Arminia München (1878), Germania Gießen (1878), Alemannia Gießen (1879) und Alemannia Halle (1879).

### Scheitern
Für den Erfolg des EDC blieb entscheidend, ob es gelingen würde, die sich noch außerhalb des Verbandes befindenden älteren Burschenschaften, namentlich das Süddeutsche Kartell, heranzuziehen. Eine Aufnahmeantrag scheiterte 1877 knapp am Veto der Altherrenschaft der Allemannia Heidelberg. Kurz darauf kam es wegen eines Ehrenhandels zu einem Konflikt zwischen der EDC-Burschenschaft Arminia Würzburg und Allemannia Heidelberg. Als das SK ein Schiedsgericht ablehnte, erfolgten Verrufserklärungen zwischen SK und EDC, was das Ende des Verbandes einläutete. Germania Jena, Alemannia Halle und Dresdensia Leipzig erklärten ihren Austritt, weil sie die Beziehungen zu den SK-Burschenschaften nicht entbehren könnten. Disziplinlosigkeiten brachen sich nun Bahn. Germania Gießen verließ den EDC wegen Querelen im Gießener DC, Germania Königsberg trat im Wintersemester 1880/81 aus. Kurz vor Aufgehen des EDC im Allgemeinen Deputierten-Convent folgten Pfingsten 1881 noch die Breslauer Raczeks, Rugia Greifswald und Danubia München.
Im Hinblick auf die Hauptzielsetzung, der Formung eines Verbands aller Universitätsburschenschaften, erreichte der EDC wesentlich mehr als die beiden Vorgängerverbände, weil er Grundsatzfragen nicht berührte. Das Scheitern der Vorgängerverbände hatte hinlänglich bewiesen, dass eine Einigung der heterogenen Burschenschaften unter übereinstimmenden Prinzipien ein Ding der Unmöglichkeit war. Das Wirken des EDC als Schlichtungsinstanz ermöglichte bis 1880 ein gemeinsames verbandspolitisches Wirken, indem er die Mensurstreitigkeiten der sich ständig befehdenden Burschenschaften eindämmte. Für den organisatorischen Erfolg spricht zuletzt, dass der EDC die Blaupause für den aus ihm hervorgegangenen Allgemeinen Deputierten-Convent war. Der EDC scheiterte letztendlich daran, dass es ihm nicht gelang, alle Burschenschaften heranzuziehen, was eine Notwendigkeit für das Funktionieren der Sanktionsmechanismen war.

## Gründungsmitglieder
- Germania Berlin
- Frankonia Bonn
- Arminia Breslau
- Germania Breslau
- Raczeks Breslau
- Teutonia Freiburg
- Brunsviga Göttingen
- Hannovera Göttingen
- Germania Greifswald
- Rugia Greifswald
- Germania Halle
- Frankonia Heidelberg
- Germania Jena
- Arminia Königsberg
- Germania Königsberg
- Dresdensia Leipzig
- Germania Leipzig
- Alemannia Marburg
- Arminia Marburg
- Arminia Würzburg